# 황호성
황호성(1979년 ~ )은 대한민국의 천문학 연구자이자 교육자이다.

## 생애
한국과학기술원(KAIST) 물리학과 졸업 후, 서울대학교 대학원 천문학과에서 박사 과정을 마쳤다. 이후 하버드-스미소니언 천체물리연구소, 고등과학원 등의 기관을 거쳐 2021년부터 서울대학교 자연과학대학 천문학과 교수로 재직하고 있다.
우주 거대 구조, 관측 우주론, 은하의 형성과 진화, 은하 성질에 대한 환경 효과 등을 연구하고 있다. 
학술 연구 이외에 강연, 도서 감수, 각종 방송 활동 등으로 천문학 저변 확대에 노력하고 있다.

## 학력
- 1997년 ~ 2001년, 한국과학기술원 물리학과 (학사)
- 2001년 ~ 2007년, 서울대학교 대학원 지구환경과학부 박사 과정 (천문학 박사)[1]

## 경력
- 2004년 ~ 2005년, 영국 켄트대학교(University of Kent) 방문 연구학생
- 2007년 ~ 2009년, 고등과학원 연구원
- 2009년 ~ 2011년, 프랑스 CEA Saclay[2] 연구원
- 2011년 ~ 2014년, 미국 하버드-스미스소니언 천체물리학 센터(Harvard-Smithsonian Center for Astrophysics) 연구원
- 2014년 ~ 2018년, 고등과학원 연구교수
- 2018년 ~ 2020년, 한국천문연구원 연구원
- 2021년 ~, 서울대학교 자연과학대학 물리천문학부 천문학 전공 교수

## 수상
- 2007년, 서울대학교 대학원생 연구상
- 2016년 12월, 포항공대 개교 309주년 POSTECH-동아일보 공동 '한국을 빛낼 젋은 과학자 30인' 선정 (지구/천문분야)
- 2019년 10월, 한국천문학회 제19회 젊은 천문학자상
- 2020년 12월, 한국과학기술한림원 차세대 회원
- 2023년 9월, 서울대학교 자연과학대학 우수 강의상
- 2024년 9월, 서울대학교 자연과학대학 우수 연구상

## 저작

### 감수
- 2022년 10월, 《마지막 지평선》
- 2023년 5월, 《별 너머에 존재하는 것들》

## 같이 보기
- 천문학
- 천체물리학